# Station Sheringham
Sheringham is een spoorwegstation van National Rail in Sheringham, North Norfolk in Engeland. Het station is eigendom van Network Rail en wordt beheerd door Greater Anglia. Het station is geopend in 2010.